# Fatma Said
Fatma Said (El Cairo, 1991), nacida como Fatma Ahmed Hassan Said, es una soprano de ópera egipcia afincada en Londres y Berlín.

## Biografía
Fatma Said nació y creció en El Cairo, donde asistió a la Deutsche Schule der Borromäerinnen Kairo Su padre, Ahmed Hassan Said, fue el primer presidente del Partido de los Egipcios Libres, fundado durante la revolución egipcia de 2011.
Al principio, Said centró su interés en el tenis, pero siguiendo la recomendación de su profesora de coro escolar, recibió sus primeras lecciones de canto a los 14 años con la soprano egipcio-francesa Névine Allouba. En 2009 fue admitida en la Hochschule für Musik Hanns Eisler de Berlín, para estudiar canto clásico. En 2013 obtuvo su Licenciatura en Música en el mismo centro, y en 2018 su Maestría en Música con la Profesora Renate Faltin. Posteriormente recibió una beca en la Academia de Ópera de La Scala de Milán, convirtiéndose en la primera soprano egipcia en cantar en La Scala. En 2016 representó a Pamina en la producción de Peter Stein de La flauta mágica en La Scala de Milán.
Ha aparecido en muchos escenarios internacionales, incluido el Teatro San Carlo (Nápoles), la Staatsoper de Hamburgo, la Royal Opera House Muscat, la Ópera de Wexford en Irlanda, la Gewandhaus de Leipzig, la Konzerthaus de Viena, el Royal Albert Hall y el Carnegie Hall. Interpretó papeles en las óperas Falstaff, L'enfant et les sortilèges, La Cenerentola y El barbero de Sevilla. Cantó en numerosos festivales conocidos como el Festival Internacional de Música de Bad Kissingen, el Festival Schumann de Bonn y el 9.º y 10.º Festival Internacional de Música Clásica D-Marine Turgutreis en Turquía. Fue artista residente en el Konzerthaus de Berlín en 2022/23. Said también es conocida por su compromiso social. En TEDxCairo en 2011, cantó “The Day the People Changed”, una nueva canción en cuya composición participó, la revolución egipcia. En 2013 trabajó con el compositor Eugenio Bennato en el Teatro San Carlo en un proyecto educativo sobre la Primavera Árabe. Representó a Egipto en el Día de los Derechos Humanos varias veces y apareció en las Naciones Unidas en Ginebra junto a Juan Diego Flórez  donde se comprometió con la educación musical de niños y jóvenes. En 2016 fue la primera cantante de ópera en recibir el Premio a la Creatividad de Egipto. También fue honrada por el Consejo Nacional de Mujeres ese mismo año. El 25 de septiembre de 2021 actuó en el Global Citizen Live en París, junto con Elton John, Ed Sheeran y otras estrellas conocidas. En 2023, Fatma Said, acompañada por la Orquesta Filarmónica Unida dirigida por el director Nader Abbassi, ofreció un concierto en el recién inaugurado Gran Museo Egipcio. Varias personalidades públicas y embajadores extranjeros asistieron al concierto donde interpretó canciones en dialecto árabe y egipcio, así como una extraordinaria interpretación de "Masr Heya Ommi" que recibió más de 2 millones de visitas en su canal de YouTube.

## Reconocimientos
- Primer premio en la German Young Musicians’ Competition Jugend musiziert de 2006 y 2009[16][17]
- Ganadora del Grand Prix of the 1st International Giulio Perotti Singing Competition, 5-11 de febrero de 2011 en Ueckermünde[18]
- Medalla de plata en el XVI. Robert Schumann International Competition for Pianists and Singers en Zwickau, 2012[16]
- Primer premio y Doğuş Audience Prize en el Leyla Gencer International Opera Competition en Estambul, 2012[19]
- Egyptian State Creativity Award 2016[20]
- Primer premio en el 8th Veronica Dunne International Singing Competition de Dublín, 2016[21]
- Premio Honorífico del National Council for Women in Egypt, 2016[9]
- Una de las 2016's BBC Radio 3 New Generation Artists[22]
- 2021 BBC Music Magazine Newcomer of the Year and Vocal Award por su álbum debut, El Nour
- 2021 OPUS Klassik Young artist (vocals)[8]
- 2021 Gramophone Classical Music Award a la mejor canción y Artista joven del año
- 2023 Rafik Hariri Award por la Excelencia Artística[23]

## Discografía
- 2017: Wolfgang Amadeus Mozart: The Magic Flute. From La Scala in Milan with Fatma Said as Pamina, directed by Peter Stein, conducted by Ádám Fischer. DVD / Blu-ray released by CMajor.
- 2018: Christoph Willibald Gluck: Orfeo ed Euridice. From La Scala in Milan with Fatma Said as Amour, directed by John Fulljames and Hofesh Shechter, conducted by Michele Mariotti. DVD / Blu-ray released by Belvedere.
- 2020: Fatma Said – El Nour. (Warner Classics, estrenado originalmente: 16 de octubre de 2020) French, Spanish and Arabic songs. Featuring Malcolm Martineau (piano), (guitar), tr (nay), (piano) and the.[24][25]
- 2021: Featured on Jakub Józef Orliński's Anima Aeterna (Warner Classics, estrenado el 29 de octubre de 2021).[26]
- 2022: Kaleidoscope – Fatma Said. (Warner Classics, estrenado: 2 de septiembre de 2022) Featuring Tim Allhoff (piano), (bandoneon), Marianne Crebassa (mezzo-soprano), (trumpet), vision string quartet, Quinteto Angel, (bass), Monte-Carlo Philharmonic Orchestra, and (conductor).[27]
- “Lieder” será estrenado el 7 de febrero de 2025.[28]